# Arte Magazin
Das Arte Magazin (Eigenschreibweise arte Magazin) ist eine Mischung aus Programmzeitschrift für das Fernsehprogramm des Senders Arte und Kulturzeitschrift. Der Fokus liegt auf der deutsch-französischen Kultur bzw. eben einer solchen Film- bzw. Fernsehkultur. Es gibt sowohl eine deutsche als auch eine französische Version des Magazins und der Website, sowie auf der französischen Website ein kostenloses Magazinsarchiv.

## Aufbau
Zu Beginn jeder Ausgabe steht ein Editorial mit einem Einleitungsbrief des arte-Präsidenten. Es folgt ein Inhaltsverzeichnis. Das Magazin ist aufgeteilt in vier Teilbereiche. Diese sind Panorama, Magazin, Programm und Salon. 
Diese wiederum unterteilen sich in verschiedene Bereiche bzw. Artikel. Das Magazin besteht hauptsächlich aus Artikeln. Diese sind sendungs- bzw. themenbezogen. Der Programmteil besteht eben aus einer genauen Angabe des arte-Programms, Hinweisen auf die Online-Mediathek; auch um auf Programmbestandteile hinzuweisen die nur noch kurze Zeit verfügbar sind oder die nur exklusiv im Netz zu sehen sind; einem „Filmfinder“ - einer Art buchstabensortiertem Filmlexikon, das sich auf den Monat der Ausstrahlung bezieht -, einem „Dokufinder“ - einem themensortierten Dokumentationslexikon, das ebenso auf den Monat der Ausstrahlung bezogen ist. Themenüberschriften in diesem Teil sind Gesellschaft, Kultur, Entdeckung, Wissenschaft und Geschichte. Außerdem gibt es den Salon, in dem jeweils ein Rezept mit Ortsbezug steht, aber auch ein Buchtipp, ein Kinotipp, eine Vorschau und eine Briefkolumne.

## Verlagsdaten
Das Magazin hatte 2016 etwa 89.000 Abonnenten und ist seit Januar 2007 auch im Einzelverkauf am Kiosk erhältlich. Die verbreitete Auflage lag bei über 140.500 Exemplaren monatlich. Das Arte Magazin steigerte seine verkaufte Auflage 2010 gegenüber 2009 um rund fünf Prozent und gehört damit zu den Ausnahmen in dem durch Auflagenrückgänge gekennzeichneten Markt für Druckerzeugnisse. Die verkaufte Auflage für das Gesamtjahr 2011 blieb auf dem gleichen Niveau wie im Vorjahr, erreichte allerdings im vierten Quartal den höchsten Stand überhaupt. Zum Februar 2022 verzeichnete das ARTE-Magazin noch eine verbreitete Auflage von 98.933 Exemplaren. Seit Oktober 2015 zeichnet der Axel-Springer-Verlag in Berlin für die Produktion und den Inhalt des Arte Magazins verantwortlich. Der Verlag erhielt von Arte eine Lizenz für fünf Jahre, die 2020 um weitere 5 Jahre verlängert wurde.